# Ophiulus curvipes
Ophiulus curvipes är en mångfotingart som först beskrevs av Karl Wilhelm Verhoeff 1898.  Ophiulus curvipes ingår i släktet Ophiulus och familjen kejsardubbelfotingar. Utöver nominatformen finns också underarten O. c. udinensis.